# 張明正 (嘉靖進士)
張明正（1530年—？），字大中，號漸江，直隸松江府華亭縣人，民籍，明朝政治人物。

## 生平
嘉靖三十七年（1558年）戊午科應天府鄉試第八名舉人。嘉靖四十四年（1565年）中式乙丑科會試第一百八十九名，二甲第四十五名進士。都察院观政，本年十月授南礼部儀制司主事，隆慶二年（1568年）二月升郎中，三年八月调南吏部文选司郎中，万历二年（1574年）二月升云南副使，六年三月升广东右参政、分守岭西道，十年七月升四川按察使，十一年三月升右布政，十二年十月升贵州左布政，十四年七月丁母忧。十七年六月补福建左布政，十九年十月升南太常寺卿，二十年二月被論，回籍听用。

## 家族
曾祖張瓛；祖父張宗義，號隺南；父張士毅（1505年-1561年），字子强，號近松，累赠奉政大夫南京吏部郎中；母陸氏（1505年-1586年），累封太淑人。弟张明化（戊辰进士）。從兄明德、從弟明治、明善、明道、明教。